# Narayana Pandit
Narayana Pandit (sànscrit: नारायण पण्डित)  (subcontinent indi, c. 1340 - subcontinent indi, c. 1400) fou un matemàtic indi del segle xiv. No s'ha de confondre amb el poeta i escriptor del mateix nom del segles X, autor de la col·lecció de faules titulada Hitopadesa.

## Vida i Obra
L'únic que es coneix de la vida de Narayana és que el seu pare es deia Narasimha i que va viure durant el sultanat de Firuz Xah Tughluq.
L'any 1356 va escriure un llibre titulat Ganita Kaumudi (Clar de Lluna del càlcul) sobre aritmètica, seguint l'obra de Bhaskara II. En el llibre es troben, però, algunes idees originals sobre combinatòria i quadrats màgics. També fa us del quadrilàter cíclic per derivar alguns teoremes de trigonometria.
També se li atribueix un altre tractat d'àlgebra: el Bija-ganitavatamsa (Garlanda de l'àlgebra), que segueix fidelment el Bijaganita de Bhaskara II i conté menys novetats que el Ganita Kaumudi. D'aquest tractat només se'n conserva un manuscrit incomplet a Benarés.